# بطولة العالم للدراجات على المضمار 1996
بطولة العالم للدراجات على المضمار 1996 هي الدورة ال93 من بطولة العالم للدراجات على المضمار، أجريت في مانشستر، المملكة المتحدة.

## النتائج النهائية
| المسابقة                  | ذهبية                                                                                      | فضية                                                                    | برونزية                                                          |
| ------------------------- | ------------------------------------------------------------------------------------------ | ----------------------------------------------------------------------- | ---------------------------------------------------------------- |
| الرجال                    |                                                                                            |                                                                         |                                                                  |
| السرعة الفردية            | فلوريان روسو (FRA)                                                                         | مارتي نوثستين (USA)                                                     | دارين هيل (AUS)                                                  |
| سباق الكيلو متر ضد الساعة | شين كيلي (AUS)                                                                             | سورين لسبريغ (GER)                                                      | يان فان إيجدين (GER)                                             |
| سباق المطاردة الفردية     | كريس بوردمان (المملكة المتحدة)                                                             | Andrea Collinelli (إيطاليا)                                             | فرانسيس مورو (فرنسا)                                             |
| سباق المطاردة الفرقية     | أدلر كابيلي · Cristiano Citton · Andrea Collinelli · ماورو ترينتيني [الإنجليزية] · إيطاليا | فرانسيس مورو · جان ميشال مونين · Philippe Ermenault · سيريل بوس · فرنسا | جويدو فولست · دانيلو هوندو · ثورستن روند · Heiko Szonn · ألمانيا |
| السرعة الفردية للفرق      | دارين هيل · شين كيلي · Gary Neiwand · أستراليا                                             | ينس فيدلر · مايكل هوبنر · سورين لسبريغ · ألمانيا                        | Laurent Gané · فلوريان روسو · Hervé Robert Thuet · فرنسا         |
| السباق الأمريكي (ماديسون) | سيلفيو مارتينيلو · ماركو فيلا · إيطاليا                                                    | سكوت مكجروري · ستيفن بات · أستراليا                                     | أندرياس كابس · كارستن وولف · ألمانيا                             |
| الكيرين                   | مارتي نوثستين (USA)                                                                        | Gary Neiwand (AUS)                                                      | فريديريك ماغني (FRA)                                             |
| سباق النقاط               | جوان يانيراس (ESP)                                                                         | Michael Sandstød (DEN)                                                  | سيلفيو مارتينيلو (ITA)                                           |
| السيدات                   |                                                                                            |                                                                         |                                                                  |
| السرعة الفردية            | فيليسيا بالينغر (FRA)                                                                      | أنيت نيومان (GER)                                                       | مجلي فور (FRA)                                                   |
| سباق 500 متر ضد الساعة    | فيليسيا بالينغر (2) (FRA)                                                                  | أنيت نيومان (GER)                                                       | ميشيل فيريس (AUS)                                                |
| سباق المطاردة الفردية     | Marion Clignet (FRA)                                                                       | لوسي تايلر شارمان (AUS)                                                 | أنتونيلا بيلوتي (ITA)                                            |
| سباق النقاط               | Svetlana Samokhvalova (RUS)                                                                | جين كويغلي (USA)                                                        | Goulnara Fatkoulina (RUS)                                        |